# Битосу и Гоублю
Битосу и Гоублю (англ. Beatosu и англ. Goblu) — два несуществующих города, которые были добавлены на официальную карту штата Мичиган в 1978—1979 годах. Согласно этой карте, города находились на территории, расположенной севернее границы штата Огайо, в округах Фултон и Лукас соответственно. Названия городов являются отсылками к лозунгам болельщиков Мичиганского университета: «Go Blue!» (рус. Вперёд, Синие!) и «Beat OSU!» (рус. Победить Университет штата Огайо).
Эти фантомные поселения были добавлены на карту Питером Флетчером, выпускником Мичиганского университета и председателем Шоссейной комиссии штата Мичиган. Гоублю был размещён неподалёку от реального поселения Джерусалем-Тауншип (округ Лукас, штат Огайо) вблизи Шоссе №2 (Огайо), а Битосу — недалеко от Арчболда, Огайо, к югу от выезда 25 с I-80/I-90/магистрали Огайо.
В интервью 2008 года Флетчер вспоминал, что один из его сокурсников подшучивал над тем, что мост Макино раскрашен в цвета Университета штата Мичиган — зелёный и белый. В ответ Флетчер пояснил, что мост был окрашен в соответствии с федеральными стандартами, и на это он повлиять не мог, зато мог контролировать, что отображается на официальных картах штата.
Интересно, что в вымышленном Гоублю родился персонаж комиксов G.I. Joe по имени Дорожный Свин.